# Roland MC-303

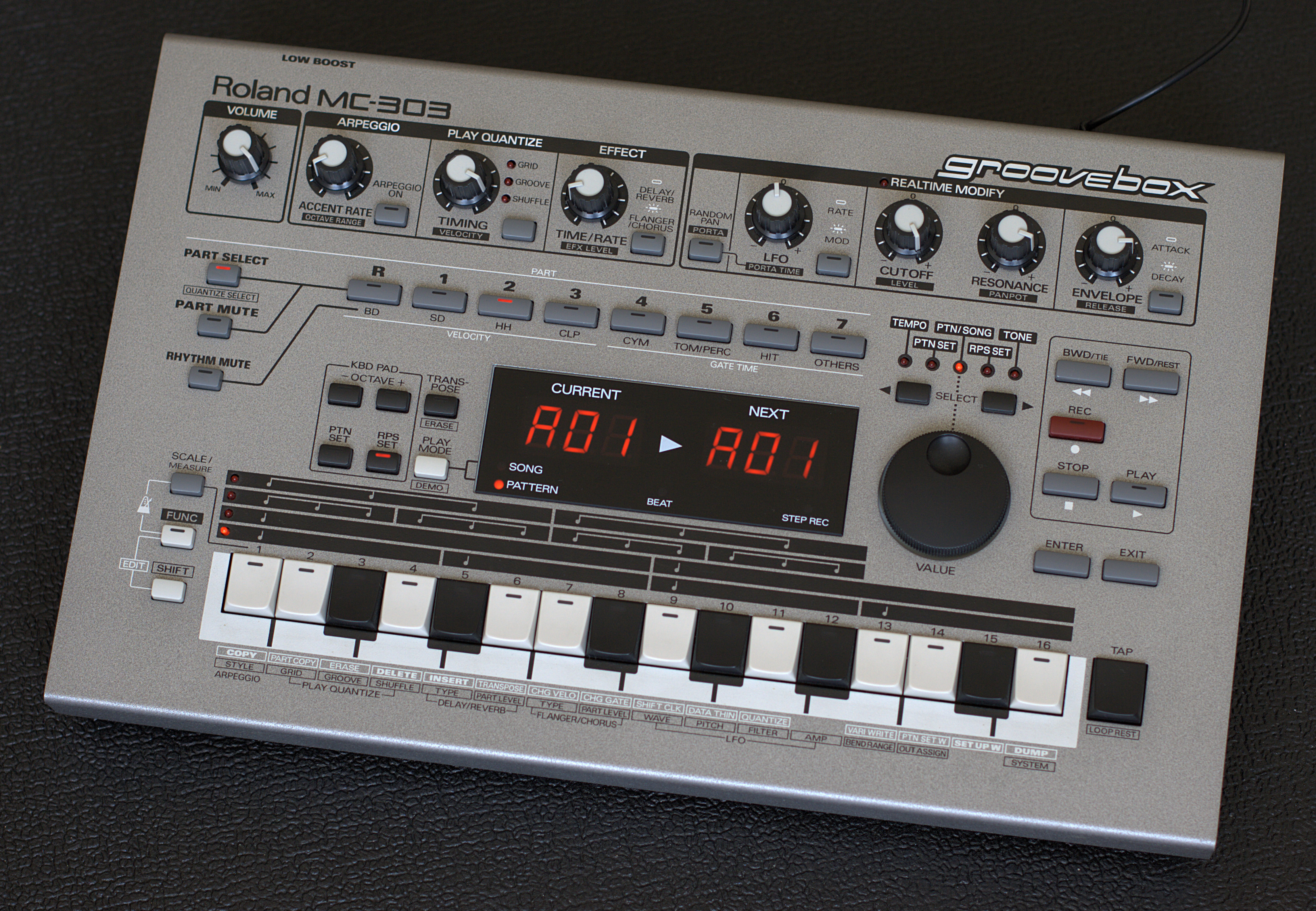
Roland MC-303 Groovebox

Die Roland MC-303 ist ein Synthesizer, Drumcomputer und Hardwaresequenzer in einem und eröffnete damit den Trend der Grooveboxen, die es ermöglichten, innerhalb kurzer Zeit in einer geschlossenen Arbeitsumgebung bestimmte Arten von Musik zu komponieren und zu arrangieren.

## Geschichte
Die Entwicklung von Synthesizern und Drum Machines war Mitte der 1990er Jahre so weit, dass alle Komponenten in einem kompakten und preiswerten Gerät vereinigt werden konnten. Diesem Konzept folgte die MC-303, die 1996 auf den Markt kam. Die Nachfrage stieg innerhalb kurzer Zeit so stark an, dass Roland in Lieferschwierigkeiten geriet.
Die MC-303 etablierte sich binnen kürzester Zeit besonders in der Techno-Szene, vor allem wegen der Drum-Sounds. Wegen der exzessiven Ausnutzung der Klänge des Geräts kam es auch schnell aus der Mode. In den letzten Jahren besinnt man sich aber zunehmend wieder auf seine Qualitäten.
Zwei Jahre später, 1998, kam der Nachfolger der MC-303, die Roland MC-505 auf den Markt.

## Beschreibung

### Synthesizer
Die Soundsynthese der MC-303 basiert vorwiegend auf gesampleten Klängen aus anderen Roland-Produkten wie der Roland TR-808, Roland TR-909, Roland TB-303 und der Juno-Serie. Darüber hinaus enthält es auch eine General-MIDI-Soundbank. Die Filter- und Effektsektion ermöglichten im kleinen Rahmen eine Veränderung der Klänge und Geräusche.

### Sequenzer
Wie auch seine Vorbildmodelle arbeitet die MC-303 mit einem patternorientierten Achtspur-Step-Sequencer, der entweder manuell programmiert oder durch die MIDI-Schnittstelle angesteuert werden kann. Das in Form einer Keyboardoktave angeordnete Tastenfeld kann sowohl den Synthesizer als auch den Sequenzer ansteuern.

### Technische Daten
- 448 gespeicherte Klänge, darunter 40 Bässe, 35 Lead Sounds, 33 Synth Pads etc.
- 12 Drumkits mit verschiedenen Drumsamples
- Achtspur-Sequenzer mit mehreren Quantisierungsoptionen wie Grid, Shuffle und Groove
- Resonanzfilter, LFO, Hüllkurvensteuerung und eingebaute DSP-Effekte wie Delay, Reverb, Flanger und Chorus
- Echtzeit-Phrase-Sequencer (RPS), für schnellen Zugriff auf Patterns
- Separate Funktion zur Bassanhebung